# Vieira Portuense
Francisco Vieira de Matos, noto anche sotto il nome di Vieira Portuense (Porto, 13 maggio 1765 – Funchal, 2 maggio 1805), è stato un pittore portoghese, tra i massimi esponenti dell'arte neoclassica del suo paese.

## Biografia
Si formò artisticamente in patria, risentendo della tradizione artistica iberica: terminò i suoi studi a Roma e li completò con lunghi soggiorni in diverse località d'Italia, Austria, Germania e Inghilterra, dove fu in contatto con l'incisore Francesco Bartolozzi: particolarmente importante fu il suo viaggio in Svizzera, dove venne influenzato dall'arte di Angelika Kauffman.
Professore aggiunto dell'Accademia di belle arti di Parma, il 16 giugno 1794 partecipò alla riscoperta degli affreschi del Correggio nell'appartamento della badessa nel monastero di San Paolo, inaccessibile dal 1524 a causa del severo regime di clausura imposto alle religiose: tradusse i dipinti in schizzi che vennero poi rielaborati da Francesco Rosaspina e da cui Paolo Toschi trasse 34 incisioni.
Ammalatosi di tubercolosi, si trasferì sull'isola di Madera, dove si spense trentanovenne.
Ha lasciato schizzi per le illustrazioni dei Lusiadi di Luís de Camões. Tra le sue opere principali si ricordano: Discesa dalla croce, Ritratto di sconosciuto, Inés de Castro supplica il re di Portogallo (Lisbona, Museo nazionale di arte antica); Dona Filipa de Vilhena (andato perduto nel 2007).

## Galleria di opere di Vieira Portuense

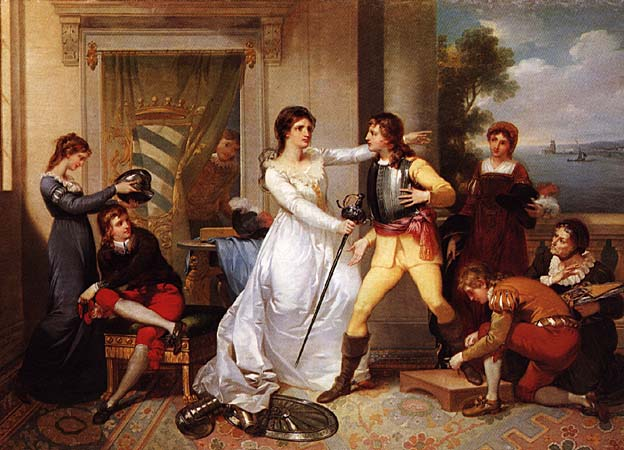
Donna Filippa di Vilhena nomina cavalieri i suoi figli (1801), olio su tela di Francisco Vieira. Lisbona, collezione privata (distrutto da un incendio nel 2007).
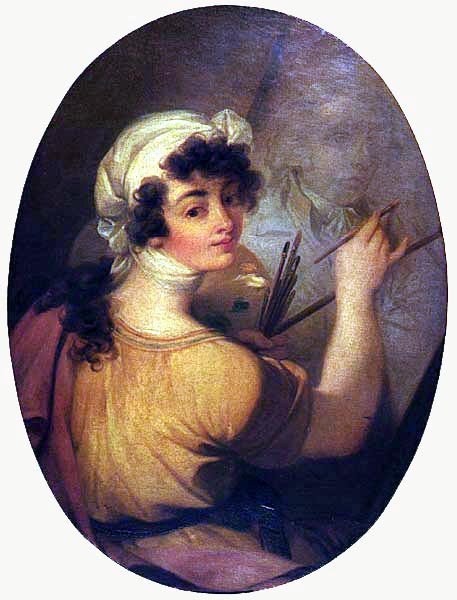
Allegoria della Pittura - Palazzo Nazionale di Queluz
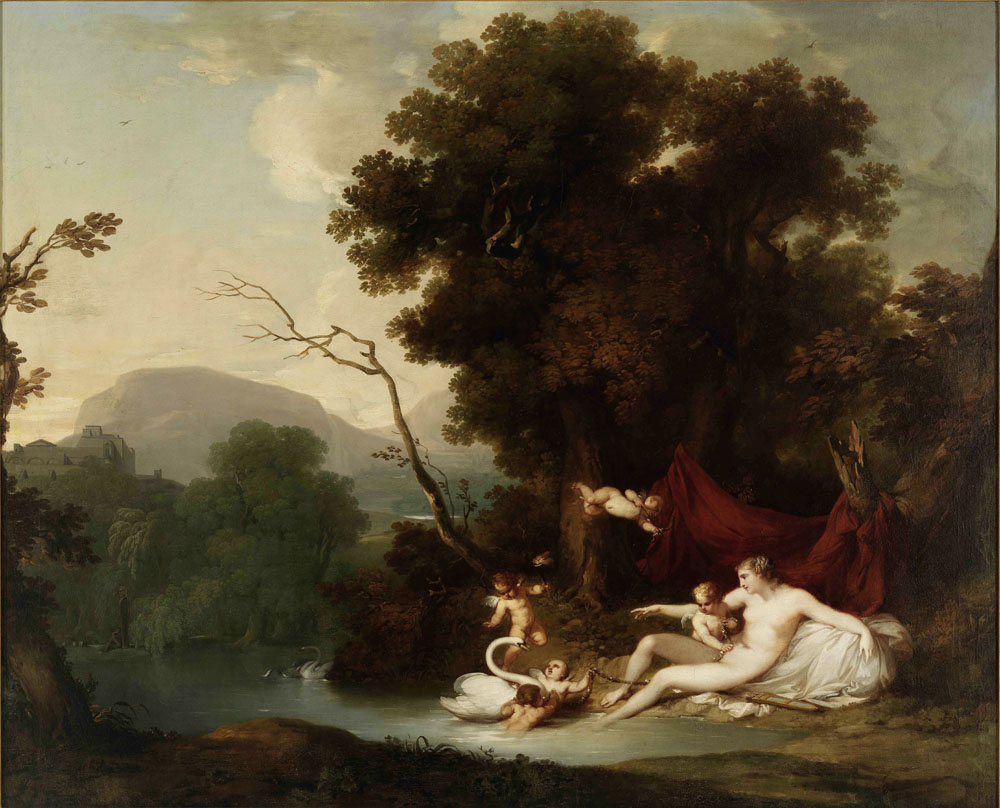
Leda e il cigno (1798) - Museo Nazionale di Arte Antica di Lisbona
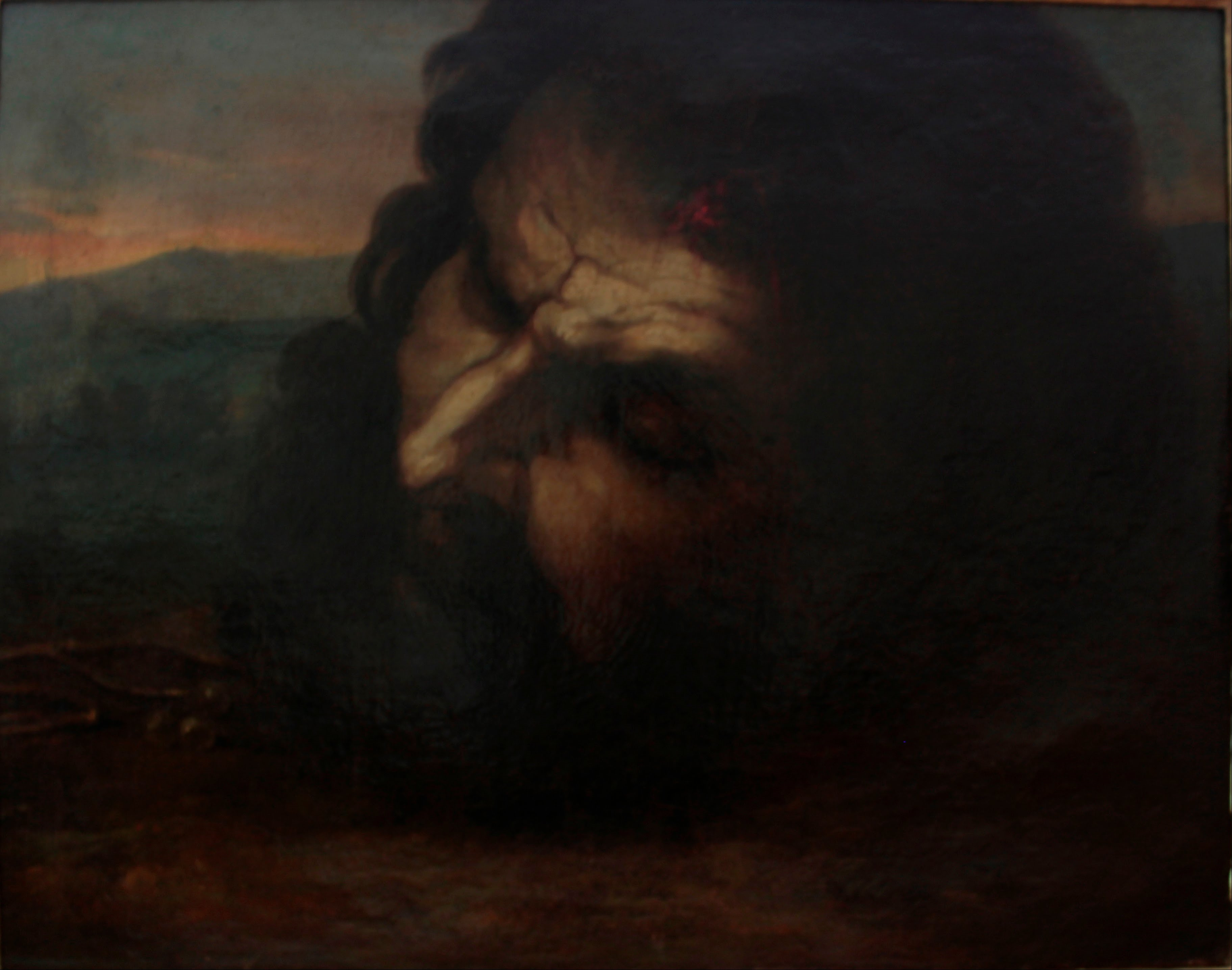
Testa di Golia - Fondazione Dionísio Pinheiro e Alice Cardoso Pinheiro